# Тігерменський сільський округ
Тігерме́нський сільський округ (каз. Тегермен ауылдық округі, рос. Тігерменський сельский округ) — адміністративна одиниця у складі Уйгурського району Алматинської області Казахстану. Адміністративний центр — село Тігермень.
Населення — 2283 особи (2021; 2616 у 2009, 2616 у 1999, 2365 у 1989).
Станом на 1989 рік існувала Тігерменська сільська рада (села Тігермень, Узинтам).

## Склад
До складу округу входять такі населені пункти:
| Населений пункт | Населення, осіб (1989) | Населення, осіб (1999) | Населення, осіб (2009) | Населення, осіб (2021) |
| --------------- | ---------------------- | ---------------------- | ---------------------- | ---------------------- |
| Тігермень, село | 2138                   | 2295                   | 2344                   | 2008                   |
| --Канал         | -                      | -                      | -                      | 7                      |
| --ОТФ           | -                      | -                      | -                      | 8                      |
| Узинтам, село   | 227                    | 321                    | 272                    | 260                    |